# 池田駅 (熊本県)
池田駅（いけだえき）は、熊本県熊本市西区池田二丁目にある熊本電気鉄道菊池線の駅。駅番号はKD03。

## 歴史
- 1950年（昭和25年）10月1日：駅開業。
- 2015年（平成27年）4月1日：交通系ICカード「熊本地域振興ICカード（くまモンのIC CARD）」に対応[1]。
- 2019年（令和元年）10月1日：駅ナンバリング導入[2]。

## 駅構造
単式ホーム1面1線を持つ地上駅。無人駅で駅舎はなく、屋根の雨除けがあるのみ。
ICカード読み取り機（入場機のみ）はホームに設置されている。

## 利用状況
| 年度   | 1日平均 乗車人員 | 1日平均 乗降人員 |
| ------ | ---------------- | ---------------- |
| 2012年 |                  | 62               |
| 2013年 |                  | 68               |
| 2014年 | 42               | 67               |
| 2015年 |                  | 92               |
| 2016年 |                  | 79               |
| 2017年 |                  | 102              |
| 2018年 |                  | 62               |

## 駅周辺
- 熊本県道303号四方寄熊本線
- 熊本消防署 池田出張所
- 熊本市立池田小学校
- NTT研修センター
- 熊本京町台郵便局
- 熊本高平郵便局
- 山伏塚（市指定史跡）
- ミスターマックス 熊本北店

## 利用可能なバス路線
池田一丁目 - 坂を上った県道303号にある
- 九州産交バス
  - 富尾団地・植木・玉名・山鹿方面
  - 桜町バスターミナル・熊本駅前方面

## その他
トンネルを出るとすぐに当駅がある。5、6月あたりにはトンネル入り口付近で蛍を見ることができる。

## 隣の駅
熊本電気鉄道
■ 菊池線
韓々坂駅（KD02） - 池田駅（KD03） - 打越駅（KD04）